# Valencinina albula
Valencinina albula är en djurart som tillhör fylumet slemmaskar, och som beskrevs av Gibson 1981. Valencinina albula ingår i släktet Valencinina och familjen Cerebratulidae. Inga underarter finns listade i Catalogue of Life.